# Lorry Sant
Lorry Sant (ur. 26 grudnia 1937 w Paoli, zm. 5 października 1995) – maltański działacz, związkowiec i polityk Partii Pracy, który w latach 1971–1987 pełnił szereg funkcji ministerialnych. Był postacią kontrowersyjną, która miała agresywne podejście do przywództwa. W latach 80. brał udział w aktach przemocy politycznej, został pociągnięty do odpowiedzialności za naruszanie praw człowieka swoich pracowników.

## Wczesne życie i początki aktywności politycznej
Sant urodził się 26 grudnia 1937 w Paoli na Malcie. Studiował w Technical Institute, a następnie pracował w Malta Drydocks. Wstąpił do Forum Żgħażagħ Laburisti (FŻL), które było młodzieżowym skrzydłem Partii Pracy (PL) i został jego sekretarzem generalnym.
W sierpniu 1959 został redaktorem gazety FŻL „The Struggle”. Po tym, jak napisał antyklerykalny artykuł wstępny, w którym skomentował list pasterski arcybiskupa Mikiela Gonziego z lutego 1960, Sant został 9 kwietnia 1960 obłożony klątwą kościelną przez Kościół katolicki. „The Struggle” przestało się ukazywać po wydaniu dziewięciu numerów, a Sant kontynuował swój wkład w „The Knight”, który był publikacją PL.
Sant był także aktywny w związku zawodowym General Workers’ Union (GWU), a w maju 1961 został sekretarzem Sekcji Metalowców związku.
Był żonaty z Carmen Sant z domu Pace, która była również wybrana do parlamentu, podobnie jak jego brat Salvu Sant.

## Kariera polityczna

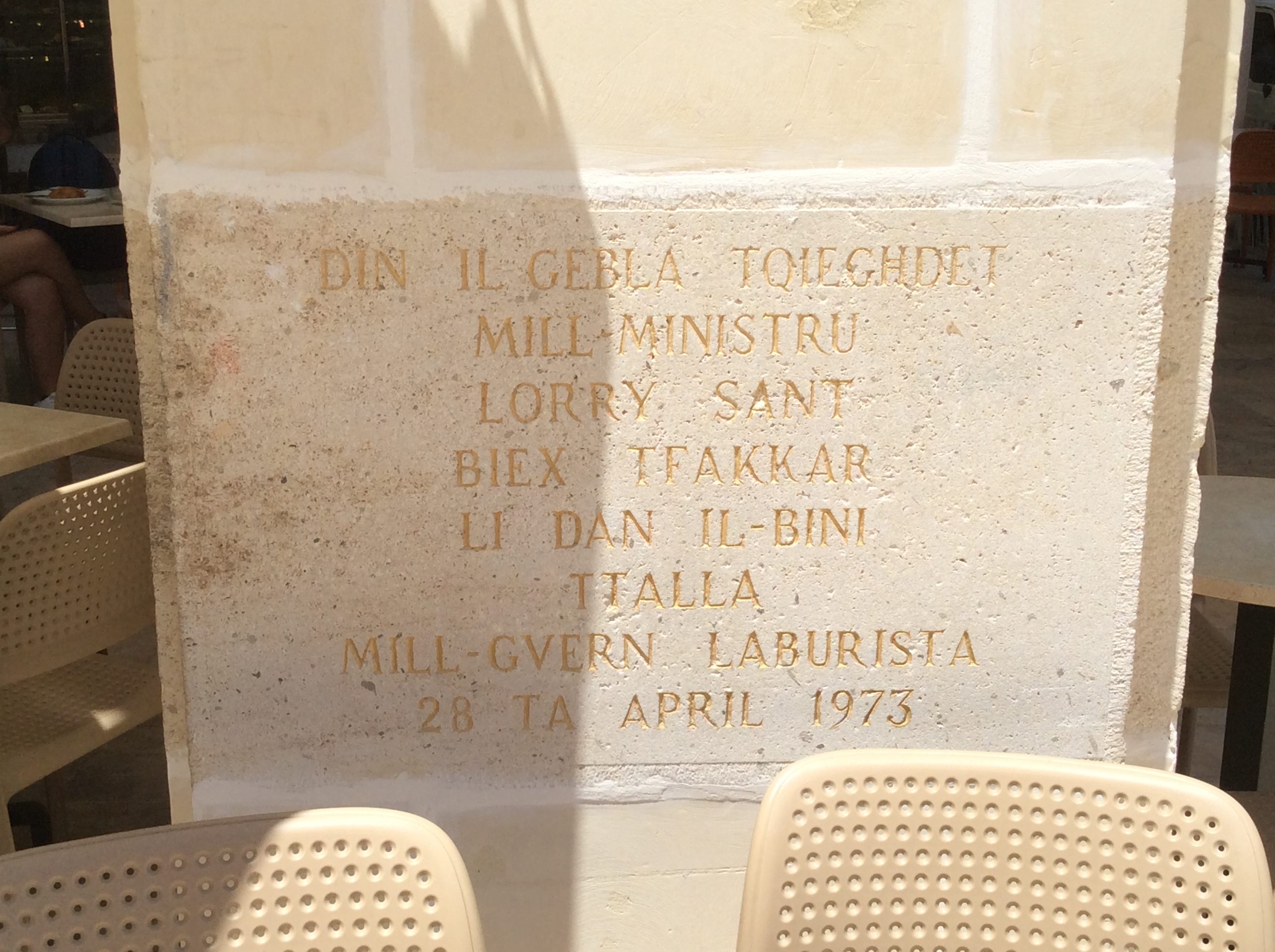
Pamiątkowy maltański napis na budynku w Valletcie, który w tłumaczeniu znaczy „Ten kamień został położony przez ministra Lorrego Santa dla upamiętnienia faktu, że ten budynek został zbudowany przez rząd Partii Pracy, 28 kwietnia 1973”

Lorry Sant został po raz pierwszy wybrany do parlamentu Malty w wyborach powszechnych w 1962. Ponownie został wybrany w kolejnych pięciu wyborach, w 1966, 1971, 1976, 1981 oraz 1987. Kiedy w latach 1971–1987 MLP była partią rządzącą, Sant piastował szereg tek ministerialnych.
Sant został mianowany ministrem robót w 1971 roku. W następnym roku towarzyszył premierowi Dom Mintoffowi w wizycie dyplomatycznej w Chinach. W 1976 roku został mianowany ministrem robót i sportu, a później ministrem spraw wewnętrznych w 1981, a następnie ministrem robót, sportu i mieszkalnictwa w 1983. Pozostał na swoim stanowisku do czasu przegranej Partii Pracy w wyborach w 1987.
Projekty, w które zaangażował się Sant, obejmują przekształcenie dawnej Sacra Infermeria w Śródziemnomorskie Centrum Konferencyjne, budowę Stadionu Narodowego Ta’ Qali oraz National Sports Pavilion w Kordin.

### Kontrowersje
Lorry Sant miał bardzo surowe podejście do przywództwa, co wywołało wiele sporów, w tym naruszenie praw człowieka. Podczas swojej kadencji jako minister Sant odnosił się wrogo i agresywnie do niektórych swoich pracowników, a w 2010 sądy stwierdziły, że naruszył prawa człowieka Renè Buttigieg, która pracowała jako architekt rządowy, gdy Sant był ministrem robót.
Po przejęciu przez rząd kompleksu sportowego w Marsie w 1971, Sant starł się z Hilarym Tagliaferro, księdzem katolickim, który założył na terenie kompleksu młodzieżowe centrum sportowe. Wybuchł spór o wybór trenerów piłki nożnej, którego kulminacją było aresztowanie Tagliaferro za nielegalne posiadanie rządowych materiałów biurowych, chociaż później został on zwolniony bez postawienia zarzutów.
Sant wszczął również spór z Malta Football Association (MFA), ponieważ prezes związku był zwolennikiem Partii Narodowej. MFA otrzymał pozwolenie na korzystanie ze stadionu narodowego w Ta’ Qali po jego ukończeniu, ale na początku lat 80. Sant uniemożliwił im korzystanie z niego, dopóki nie zapłacili rocznego czynszu w wysokości Lm 10 000. Sant założył także inny Związek Piłki Nożnej jako rywala MFA.
Drogi zbudowane za kadencji Santa jako ministra robót były generalnie gorszej jakości niż drogi, które zbudowano wcześniej.
Lorry Sant miał ambicje, aby zastąpić Dom Mintoffa na stanowisku lidera Partii Pracy, ale obaj pokłócili się, i kiedy Mintoff zrezygnował z funkcji lidera Partii Pracy i premiera w 1984, jego następcą został Karmenu Mifsud Bonnici. Według jego żony Carmen, Lorry Sant nadal kochał Mintoffa i został zraniony, że zwrócił się przeciwko niemu.
Lorry Sant i jego koledzy polityczni byli odpowiedzialni za różne formy przemocy politycznej w latach 80. XX wieku. Pewnego razu podobno stłukł w parlamencie okulary ówczesnemu posłowi Partii Narodowej Josie Muscatowi, a następnie pobił go i zamknął w łazience. W 1986 Sant i Wistin Abela przerwali i prawie zaatakowali przywódcę nacjonalistów Eddiego Fenecha Adamiego w parlamencie, podczas gdy ten wygłaszał przemówienie potępiające morderstwo Raymonda Caruany i późniejsze „wrobienie” przez policję Petera Paula Basuttila.

## Koniec kariery i śmierć
W 1989 Lorry Sant został oskarżony w sądzie o korupcję, ale sprawa została umorzona po tym, jak sędzia Carol Peralta orzekł, że chociaż było wystarczająco dużo dowodów, aby wydać akt oskarżenia, to przestępstwa były przedawnione. Po tym, kiedy whip Partii Pracy Wenzu Mintoff (bratanek Dom Mintoffa) próbował usunąć go z partii, Lorry Sant wyciągnął w parlamencie kopertę zawierającą kilka zdjęć, najwyraźniej próbując zaszantażować albo Wenzu, albo Dom Mintoffa. Zdjęcia nigdy nie zostały ujawnione publicznie.
Ze względu na tarcia w Partii Pracy, w 1990 zarząd partii zawiesił Santa we wszystkich funkcjach partyjnych i dlatego nie startował on w wyborach parlamentarnych w 1992. 24 kwietnia 1995, ze względu na pogarszający się wówczas stan zdrowia Lorrego Santa, lider PL Alfred Sant cofnął to zawieszenie.
Lorry Sant zmarł 5 października 1995 w wieku 57 lat.